# Armand Batlle
Pour les articles homonymes, voir Batlle.
Pas d'image ? Cliquez ici

a Compétitions nationales et continentales officielles uniquement.

b Matchs officiels uniquement.
Dernière mise à jour le 7 avril 2021.
Armand Batlle, né le 12 avril 1987 à Perpignan (Pyrénées-Orientales), est un joueur français de rugby à XV et rugby à sept évoluant au poste d'ailier et arrière.

## Biographie
Formé au SCAR XV à Rivesaltes, Armand Batlle rejoint les cadets de l'USA Perpignan en 2003. Il intègre le centre de formation en 2007, en parallèle avec une licence Sciences et techniques des activités physiques et sportives. 
Lors de la saison 2009-2010, Armand dispute ses premiers matchs en Top 14, et intègre le groupe professionnel. Il sera vice champion de France avec l'USAP cette année là. 
En 2010, Armand Batlle représente la France au tournoi World Rugby Sevens Series d'Australie.
En 2013, il rejoint le Colomiers rugby aux côtés de l'entraîneur catalan Bernard Goutta, où il deviendra le meilleur marqueur d'essais de Pro D2 avec un total de 14 essais. 
Il rejoint le FC Grenoble en 2015. En 2017, il signe un contrat de deux saisons avec le Castres olympique. Contrat renouvelé de deux années supplémentaires en 2019.
En 2018, il gagne le Bouclier de Brennus avec le Castres Olympique et sera le 3e meilleur marqueur d'essai du Top 14 avec 12 essais (à égalité avec Julien Dumora).
En juin 2018, il est sélectionné pour jouer avec les Barbarians français qui affrontent les Crusaders puis les Highlanders en Nouvelle-Zélande. Titulaire lors de la première rencontre, les Baa-baas s'inclinent 42 à 26 à Christchurch. Il ne peut pas participer à la deuxième rencontre car il rentre en France pour se marier.
En parallèle de sa carrière et en vue de sa reconversion, Armand Batlle étudie la kinésithérapie à Toulouse.

## Palmarès

### En club
- Championnat de France de première division :
- Vice-champion (1) : 2010 avec l'USAP
- Champion (1) : 2018 avec le Castres Olympique
- Coupe d'Europe :
- Demi finaliste Heineken Cup 2011 avec l'USAP
- Demi finaliste Challenge Européen 2012 avec l'USAP
- Demi finaliste Challenge Européen 2016 avec le FC Grenoble